# Moliceiro

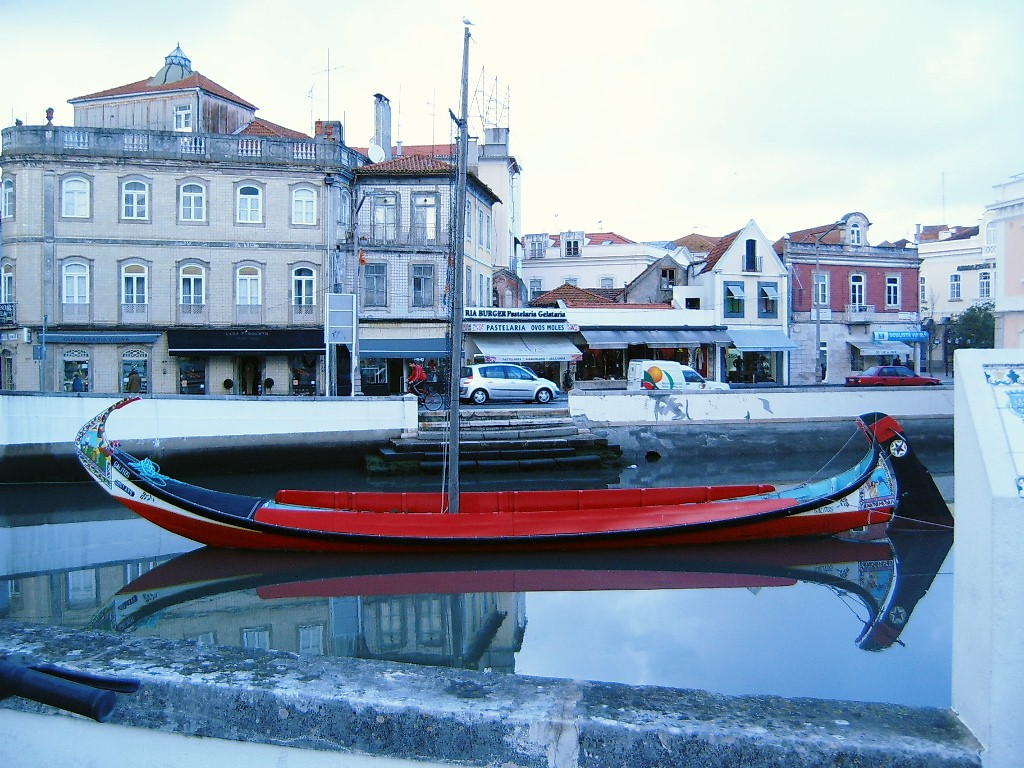
Un moliceiro

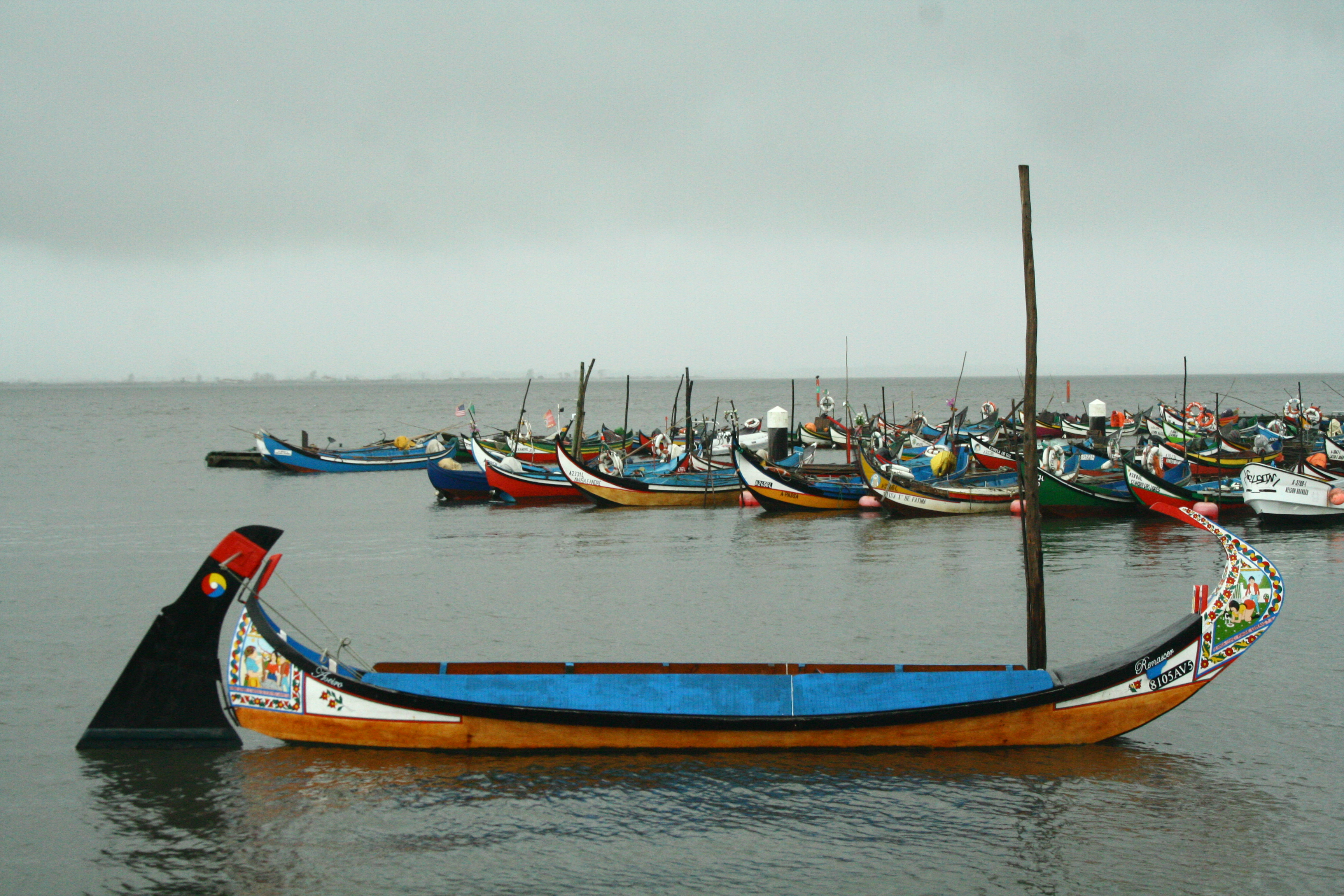
Alcuni moliceiros

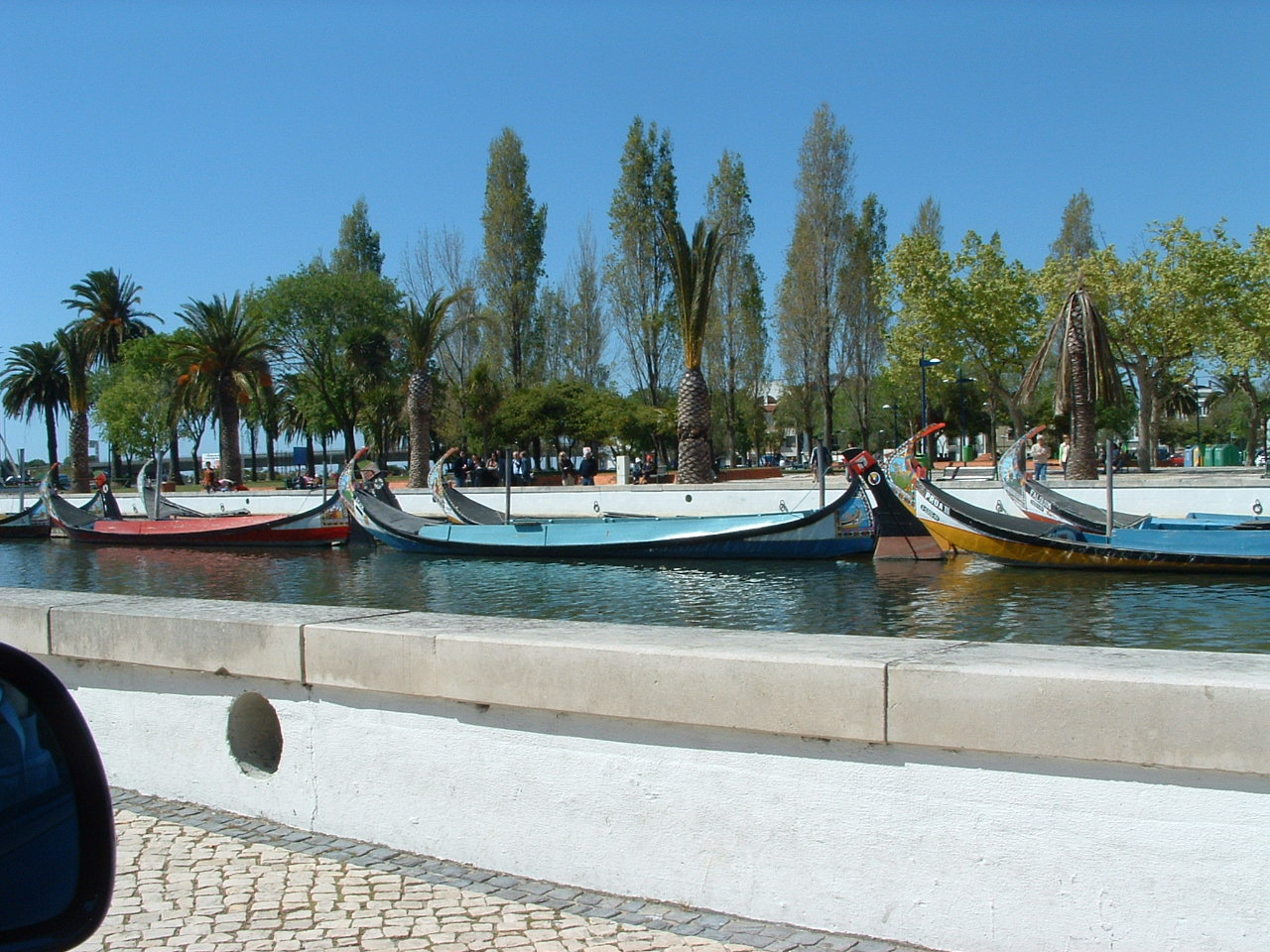
Moliceiros ad Aveiro

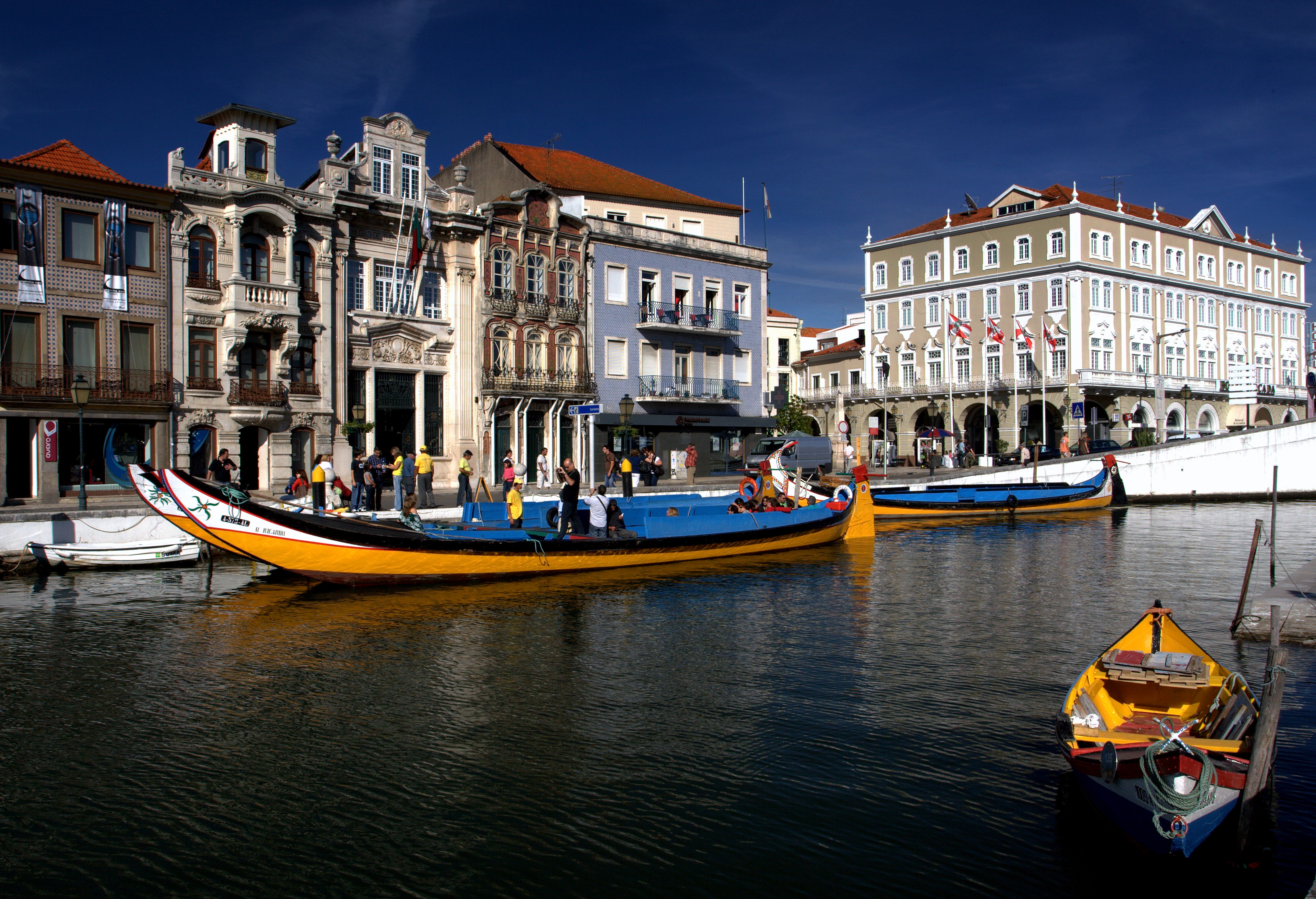
Alcuni moliceiros ad Aveiro

Un moliceiro (pron. /muli'sɐjru/; pl. moliceiros) è una piccola e tipica imbarcazione in legno di pino e con propulsione tradizionale a vela o tirata da una fune (ma ora comunemente rimpiazzate da un motore), simile ad una gondola, usata tradizionalmente dai pescatori della Ria de Aveiro (Distretto di Aveiro), nel nord-ovest del Portogallo: serve o serviva in origine per il trasporto di vegetali, raccolti dai fondali marini, di merci e di bestiame, ma costituisce ora soprattutto un'attrattiva turistica. 
Si caratterizza per i colori variopinti e per la prua inarcata, che viene decorata solitamente dagli stessi pescatori con disegni che raffigurano solitamente scene di quotidianità o simili, che devono avere un carattere di unicità che distingue una barca da un'altra.
L'attività di costruzione di tali imbarcazioni è un'attività artigianale limitata ai comuni di Murtosa e di Ílhavo e si tramanda di padre in figlio.

## Etimologia
Il termine moliceiro deriva dal portoghese moliço, vocabolo con cui nel gergo comune si indica una pianta di qualsiasi genere che cresce nei fondali marini, e che veniva in origine raccolta dai pescatori che utilizzavano tale imbarcazione, per poi essere utilizzata in agricoltura.

## Dimensioni
Un moliceiro misura circa 14 - 15 metri di lunghezza ed ha una larghezza massima di ca. 2 metri.